# Notiocharis femoralis
Notiocharis femoralis är en tvåvingeart som beskrevs av Quate 1965. Notiocharis femoralis ingår i släktet Notiocharis och familjen fjärilsmyggor.
Artens utbredningsområde är Filippinerna. Inga underarter finns listade i Catalogue of Life.